# Roger Whittaker/Diskografie
Diese Diskografie ist eine Übersicht über die musikalischen Werke des britischen Sängers, Liedermachers und Kunstpfeifers Roger Whittaker. Den Schallplattenauszeichnungen zufolge hat er bisher mehr als 9,6 Millionen Tonträger verkauft, davon alleine in seiner zweiten Heimat Deutschland über 6,1 Millionen Tonträger, womit er zu den Interpreten mit den meisten verkauften Tonträgern in Deutschland zählt. Seine erfolgreichsten Veröffentlichungen sind das Studioalbum Ein Glück, daß es dich gibt und das Weihnachtsalbum Weihnachten mit Roger Whittaker mit jeweils mehr als einer Million verkauften Exemplaren, womit sie zu den meistverkauften Musikalben in Deutschland zählen.

## Alben

### Studioalben
| Jahr | Titel                                   | Höchstplatzierung, Gesamtwochen/‑monate, AuszeichnungChartplatzierungen (Jahr, Titel, Platzierungen, Wochen/Monate, Auszeichnungen, Anmerkungen) | Höchstplatzierung, Gesamtwochen/‑monate, AuszeichnungChartplatzierungen (Jahr, Titel, Platzierungen, Wochen/Monate, Auszeichnungen, Anmerkungen) | Höchstplatzierung, Gesamtwochen/‑monate, AuszeichnungChartplatzierungen (Jahr, Titel, Platzierungen, Wochen/Monate, Auszeichnungen, Anmerkungen) | Höchstplatzierung, Gesamtwochen/‑monate, AuszeichnungChartplatzierungen (Jahr, Titel, Platzierungen, Wochen/Monate, Auszeichnungen, Anmerkungen) | Höchstplatzierung, Gesamtwochen/‑monate, AuszeichnungChartplatzierungen (Jahr, Titel, Platzierungen, Wochen/Monate, Auszeichnungen, Anmerkungen) | Anmerkungen                              |
| Jahr | Titel                                   | DE | AT | CH | UK | US | Anmerkungen                              |
| ---- | --------------------------------------- | --- | --- | --- | --- | --- | ---------------------------------------- |
| 1970 | I Don’t Believe in If Anymore           | — | — | — | UK23 (1 Wo.)UK | — |                                          |
| 1971 | New World in the Morning                | — | — | — | UK45 Gold · (2 Wo.)UK | — |                                          |
| 1975 | The Last Farewell and Other Hits        | — | — | — | — | US31 Gold · (24 Wo.)US |                                          |
| 1975 | The Last Farewell                       | DE28 (6 Mt.)DE | AT6 (4 Mt.)AT | — | — | — |                                          |
| 1976 | A Little Goodbye                        | DE24 (6 Mt.)DE | — | — | — | — |                                          |
| 1976 | Reflections of Love                     | DE26 (1 Mt.)DE | — | — | — | — |                                          |
| 1978 | Roger Whittaker Sings the Hits          | — | — | — | UK52 (5 Wo.)UK | — |                                          |
| 1979 | When I Need You                         | — | — | — | — | US115 (5 Wo.)US |                                          |
| 1980 | Mein deutsches Album                    | DE24 (8 Wo.)DE | — | — | — | — |                                          |
| 1980 | Mirrors of My Mind                      | — | — | — | — | US157 (10 Wo.)US |                                          |
| 1980 | Voyager                                 | — | — | — | — | US154 (12 Wo.)US |                                          |
| 1980 | With Love                               | — | — | — | — | US175 (2 Wo.)US |                                          |
| 1982 | Zum Weinen ist immer noch Zeit          | DE26 (16 Wo.)DE | — | — | — | — |                                          |
| 1983 | Typisch Roger Whittaker                 | DE10 Platin · (46 Wo.)DE | AT6 (4½ Mt.)AT | — | — | — |                                          |
| 1984 | Ein Glück, daß es dich gibt             | DE2 ×2Doppelplatin · (94 Wo.)DE | AT2 (2½ Mt.)AT | CH14 (9 Wo.)CH | — | — |                                          |
| 1985 | Du gehörst zu mir                       | DE2 Platin · (30 Wo.)DE | AT6 (3½ Mt.)AT | CH13 (10 Wo.)CH | — | — |                                          |
| 1986 | The Skye Boat Song                      | — | — | — | UK89 (1 Wo.)UK | — |                                          |
| 1987 | Heut’ bin ich arm – heut’ bin ich reich | DE15 Gold · (23 Wo.)DE | — | — | — | — |                                          |
| 1988 | Du bist nicht allein                    | DE7 Gold · (30 Wo.)DE | AT14 (½ Mt.)AT | — | — | — |                                          |
| 1990 | Nur wir zwei                            | DE30 (18 Wo.)DE | — | — | — | — |                                          |
| 1990 | Alle Wege führen zu dir                 | DE31 Gold · (22 Wo.)DE | AT14 Gold · (12 Wo.)AT | — | — | — |                                          |
| 1991 | Mein Herz schlägt nur für dich          | DE42 (8 Wo.)DE | AT22 (8 Wo.)AT | — | — | — |                                          |
| 1992 | Stimme des Herzens                      | DE13 Gold · (16 Wo.)DE | AT27 Gold · (11 Wo.)AT | — | — | — | Erstveröffentlichung: September 1992     |
| 1993 | Geschenk des Himmels                    | DE31 (12 Wo.)DE | — | — | — | — |                                          |
| 1994 | Sehnsucht nach Liebe                    | DE41 (16 Wo.)DE | — | — | — | — | Erstveröffentlichung: 29. August 1994    |
| 1995 | Ein schöner Tag mit dir                 | DE33 (9 Wo.)DE | — | — | — | — | Erstveröffentlichung: 28. Mai 1995       |
| 1996 | Einfach Leben                           | DE37 (14 Wo.)DE | AT38 (3 Wo.)AT | — | — | — | Erstveröffentlichung: 7. Oktober 1996    |
| 1998 | Zurück zur Liebe                        | DE35 (7 Wo.)DE | — | — | — | — | Erstveröffentlichung: 6. April 1998      |
| 2000 | Wunderbar geborgen                      | DE39 Gold · (16 Wo.)DE | — | — | — | — | Erstveröffentlichung: 16. Oktober 2000   |
| 2002 | Mehr denn je                            | — | AT70 (1 Wo.)AT | — | — | — | Erstveröffentlichung: 21. Oktober 2002   |
| 2004 | Mein schönster Traum                    | DE57 (4 Wo.)DE | AT58 (5 Wo.)AT | — | — | — | Erstveröffentlichung: 13. September 2004 |
| 2008 | Liebe endet nie                         | DE44 (7 Wo.)DE | AT35 (4 Wo.)AT | — | — | — | Erstveröffentlichung: 28. März 2008      |
| 2010 | So viele Jahre mit euch                 | DE81 (1 Wo.)DE | AT45 (2 Wo.)AT | — | — | — | Erstveröffentlichung: 12. März 2010      |
| 2012 | Wunder                                  | DE70 (1 Wo.)DE | — | — | — | — | Erstveröffentlichung: 14. September 2012 |

grau schraffiert: keine Chartdaten aus diesem Jahr verfügbar
Weitere Studioalben
| - 1967: Dynamic! - 1969: C’est ca ma vie … - 1969: This Is … - 1969: Whistling Roger Whittaker - 1970: Whistle Stop! - 1970: Music for the Millions (2 LPs) - 1970: Mon pays bleu / Mistral - 1972: Loose and Fiery - 1972: Roger Whittaker … Again - 1972: „La ballade de l’amour“ et Mammy Blue - 1972: For My Friends … - 1973: If I Were a Rich Man - 1974: In Orbit - 1974: Hello! Bonjour! Happy Day! - 1974: An Image to My Mind - 1974: All of My Life - 1974: Mamy Blue - 1975: The Magical World of Roger Whittaker - 1975: Ride a Country Road - 1975: Roger Whittaker - 1977: Folk Songs - 1977: Folk Songs of Our Time / Folk Songs of Our Islands Vol. 1 - 1977: Image to My Mind - 1977: My Songs for You (6 LPs) - 1977: Mexican Whistler - 1978: Love Lasts Forever - 1978: Imagine - 1978: All My Love - 1978: 40 Love Songs (2 LPs) | - 1979: Butterfly (UK: Gold) - 1979: Wishes - 1979: Settle Down with Roger Whittaker - 1980: You Are My Miracle - 1980: Roger Whittaker (DE: Gold) - 1981: Changes - 1982: All Time Heart – Touching Favorites - 1982: The Wind Beneath My Wings - 1982: My Favourite Love Songs - 1982: Durham Town - 1982: Roger Whittaker - 1983: Golden Tones - 1984: Take a Little – Give a Little - 1984: Sentimental Journey - 1986: The Genius of Love - 1986: Best Loved Ballads (2 LPs) - 1986: Abschied ist ein scharfes Schwert - 1988: Bitter & Sweet – Songs for Love and Tears - 1988: Living and Loving - 1989: Love Will Be Our Home - 1989: I’d Fall in Love Tonight - 1990: Alle Wege führen zu dir - 1990: You Deserve the Best - 1994: Wind Beneath My Wings - 1994: Legends - 1999: Awakening - 2004: Seine Welt – seine Musik (3 CDs) - 2009: The Golden Age Of (UK: Gold) |

### Livealben
| Jahr | Titel           | Höchstplatzierung, Gesamtwochen/‑monate, AuszeichnungChartplatzierungen (Jahr, Titel, Platzierungen, Wochen/Monate, Auszeichnungen, Anmerkungen) | Höchstplatzierung, Gesamtwochen/‑monate, AuszeichnungChartplatzierungen (Jahr, Titel, Platzierungen, Wochen/Monate, Auszeichnungen, Anmerkungen) | Höchstplatzierung, Gesamtwochen/‑monate, AuszeichnungChartplatzierungen (Jahr, Titel, Platzierungen, Wochen/Monate, Auszeichnungen, Anmerkungen) | Höchstplatzierung, Gesamtwochen/‑monate, AuszeichnungChartplatzierungen (Jahr, Titel, Platzierungen, Wochen/Monate, Auszeichnungen, Anmerkungen) | Höchstplatzierung, Gesamtwochen/‑monate, AuszeichnungChartplatzierungen (Jahr, Titel, Platzierungen, Wochen/Monate, Auszeichnungen, Anmerkungen) | Anmerkungen                         |
| Jahr | Titel           | DE | AT | CH | UK | US | Anmerkungen                         |
| ---- | --------------- | --- | --- | --- | --- | --- | ----------------------------------- |
| 1976 | In Concert      | DE42 (2 Mt.)DE | — | — | — | — |                                     |
| 1981 | Live in Concert | — | — | — | — | US177 (3 Wo.)US |                                     |
| 2004 | Live in Berlin  | DE83 (1 Wo.)DE | — | — | — | — | Erstveröffentlichung: 2. April 2004 |

grau schraffiert: keine Chartdaten aus diesem Jahr verfügbar
Weitere Livealben
| - 1973: Head On Down the Road (… Live at Lansdowne) - 1973: In Concert - 1973: En spectacle au Quebec - 1975: Roger Whittaker Live with Saffron (mit Saffron aka Brian Knowles) - 1975: Live in Canada (2 LPs) - 1979: Live! - 1979: Roger Whittaker im Wiener Konzerthaus (Box mit 2 LPs) - 1980: In Concert: Roger Whittaker (2 LPs) - 1982: Roger Whittaker in Kenya – A Musical Safari | - 1988: Roger Whittaker Live – Das Wunschkonzert - 1988: Greatest Hits – Live - 1991: In Concert – Live from the Tivoli - 1993: Greatest Hits – Live – Vol. 2 - 1994: An Evening with Roger Whittaker - 1994: The Last Farewell (Live) - 1998: The Very Best Of – Live - 1999: In Concert - 2007: Einfach leben – Live um die Welt |

### Kompilationen
| Jahr | Titel                                                | Höchstplatzierung, Gesamtwochen/‑monate, AuszeichnungChartplatzierungen (Jahr, Titel, Platzierungen, Wochen/Monate, Auszeichnungen, Anmerkungen) | Höchstplatzierung, Gesamtwochen/‑monate, AuszeichnungChartplatzierungen (Jahr, Titel, Platzierungen, Wochen/Monate, Auszeichnungen, Anmerkungen) | Höchstplatzierung, Gesamtwochen/‑monate, AuszeichnungChartplatzierungen (Jahr, Titel, Platzierungen, Wochen/Monate, Auszeichnungen, Anmerkungen) | Höchstplatzierung, Gesamtwochen/‑monate, AuszeichnungChartplatzierungen (Jahr, Titel, Platzierungen, Wochen/Monate, Auszeichnungen, Anmerkungen) | Höchstplatzierung, Gesamtwochen/‑monate, AuszeichnungChartplatzierungen (Jahr, Titel, Platzierungen, Wochen/Monate, Auszeichnungen, Anmerkungen) | Anmerkungen                           |
| Jahr | Titel                                                | DE | AT | CH | UK | US | Anmerkungen                           |
| ---- | ---------------------------------------------------- | --- | --- | --- | --- | --- | ------------------------------------- |
| 1975 | The Very Best of Roger Whittaker Vol. 1              | — | — | — | UK5 Gold · (42 Wo.)UK | — |                                       |
| 1976 | The Second Album of the Very Best of Roger Whittaker | — | — | — | UK27 Silber · (7 Wo.)UK | — |                                       |
| 1976 | The Best of Roger Whittaker                          | DE1 Gold · (11½ Mt.)DE | AT3 (10 Mt.)AT | — | — | — |                                       |
| 1976 | The Best of Roger Whittaker 2                        | DE12 Gold · (8½ Mt.)DE | — | — | — | — |                                       |
| 1977 | The Best of Roger Whittaker 3                        | DE19 (6½ Mt.)DE | AT15 (3 Mt.)AT | — | — | — |                                       |
| 1978 | Seine 20 schönsten Lieder                            | DE4 (9 Wo.)DE | AT8 (2 Mt.)AT | — | — | — |                                       |
| 1979 | 20 All Time Greats                                   | — | — | — | UK24 Gold · (9 Wo.)UK | — |                                       |
| 1981 | The Roger Whittaker Album                            | — | — | — | UK18 Silber · (14 Wo.)UK | — |                                       |
| 1982 | Meine schönsten Lieder                               | — | AT5 (½ Mt.)AT | — | — | — |                                       |
| 1986 | Hits                                                 | DE4 Platin · (23 Wo.)DE | AT23 (2 Mt.)AT | — | — | — |                                       |
| 1987 | His Finest Collection                                | — | — | — | UK15 Gold · (19 Wo.)UK | — |                                       |
| 1989 | Home Lovin’ Man                                      | — | — | — | UK20 Silber · (10 Wo.)UK | — |                                       |
| 1991 | Seine größten Erfolge                                | — | AT11 Gold · (16 Wo.)AT | — | — | — | Erstveröffentlichung: Juli 1991       |
| 1994 | Das Beste von der Stimme des Herzens                 | DE27 (11 Wo.)DE | — | — | — | — | Erstveröffentlichung: 8. August 1994  |
| 1996 | Alles Roger!                                         | DE6 Gold · (18 Wo.)DE | AT36 (9 Wo.)AT | — | — | — | Erstveröffentlichung: 11. März 1996   |
| 1996 | A Perfect Day: His Greatest Hits & More              | — | — | — | UK74 (2 Wo.)UK | — |                                       |
| 1999 | Alles Roger 2                                        | DE89 (1 Wo.)DE | — | — | — | — | Erstveröffentlichung: 19. April 1999  |
| 2002 | Alles Roger 3                                        | DE94 (2 Wo.)DE | — | — | — | — |                                       |
| 2004 | Now and Then – Greatest Hits 1964–2004               | — | — | — | UK21 Silber · (5 Wo.)UK | — | Erstveröffentlichung: 9. Februar 2004 |
| 2006 | Einfach leben – Dankeschön für all die Jahre         | DE16 Platin · (14 Wo.)DE | AT8 (15 Wo.)AT | CH72 (3 Wo.)CH | — | — | Erstveröffentlichung: 17. März 2006   |
| 2009 | The Golden Age Of – 50 Years of Classic Hits         | — | — | — | UK11 (11 Wo.)UK | — |                                       |
| 2011 | Danke Deutschland – Meine größten Hits               | DE46 (8 Wo.)DE | — | — | — | — | Erstveröffentlichung: 25. März 2011   |

grau schraffiert: keine Chartdaten aus diesem Jahr verfügbar
Weitere Kompilationen
| - 1971: A Special Kind of Man - 1971: Greatest Hits - 1972: The Many Talents of Roger Whittaker - 1973: This Is … - 1975: Greatest Hits - 1975: My Favourite Songs - 1975: Roger Whittaker (2 LPs) - 1975: Mexican Whistler (2 LPs) - 1976: All My Best - 1977: The Best of Roger Whittaker (US: Gold) - 1978: Starportrait - 1978: The Best of Roger Whittaker 4 - 1979: Evergreens (2 LPs) - 1980: The Roger Whittaker Collection – Durham Town - 1982: Songs to Remember - 1982: Greatest Hits - 1983: The Best of Roger Whittaker - 1984: The Roger Whittaker Portrait (2 LPs) - 1984: Take a Little – Give a Little, Special Greatest Hits (2 LPs) - 1984: Songs of Love and Life - 1984: The Best Of (Box mit 4 LPs) - 1985: The Songwriter (2 LPs) - 1986: The Roger Whittaker Collection - 1986: Unforgettable – 16 Golden Classics | - 1986: Love Album - 1988: Sincerely Yours - 1989: Greatest Hits - 1989: New World in the Morning - 1989: Home Lovin’ Man - 1990: The Tender Favorites - 1991: The Best Of (Box mit 4 LPs) - 1990: All Time Heart – Touching Favorites Vol. 1 - 1993: 24 Golden Hits - 1993: Goldene Erinnerungen – CD 1 (AT: Gold) - 1994: Schön war die Zeit (AT: Gold) - 1994: I Don’t Believe in If Anymore - 1997: The Very Best of Roger Whittaker (UK: Gold) - 1997: Mehr als Alles auf der Welt - 1997: Happy Holidays from Roger Whittaker - 1997: Meine größten Erfolge (3 CDs) - 1997: The Collection of Roger Whittaker - 1999: All of My Life (The Very Best of Roger Whittaker) - 1999: The Greatest Hits of Roger Whittaker - 1999: Durham Town - 2002: Leben mit dir (4 CDs) - 2007: Roger Whittaker - 2008: White Collection – The Last Farewell (2 CDs) - 2024: My Last Farewell – Bilder eines Lebens |

### EPs
- 1967: If I Were a Rich Man
- 1979: Klassiker zum Trinken & Hören Nr. II (mit Bols Banane)
- 1984: Roger Whittaker
- 1984: Der Himmel über mir
- 1987: Weihnachten mit Roger Whittaker (Amiga-Quartett)
- 1996: Zoom EP

### Weihnachtsalben
| Jahr | Titel                           | Höchstplatzierung, Gesamtwochen, AuszeichnungChartplatzierungen (Jahr, Titel, Platzierungen, Wochen, Auszeichnungen, Anmerkungen) | Höchstplatzierung, Gesamtwochen, AuszeichnungChartplatzierungen (Jahr, Titel, Platzierungen, Wochen, Auszeichnungen, Anmerkungen) | Höchstplatzierung, Gesamtwochen, AuszeichnungChartplatzierungen (Jahr, Titel, Platzierungen, Wochen, Auszeichnungen, Anmerkungen) | Höchstplatzierung, Gesamtwochen, AuszeichnungChartplatzierungen (Jahr, Titel, Platzierungen, Wochen, Auszeichnungen, Anmerkungen) | Höchstplatzierung, Gesamtwochen, AuszeichnungChartplatzierungen (Jahr, Titel, Platzierungen, Wochen, Auszeichnungen, Anmerkungen) | Anmerkungen |
| Jahr | Titel                           | DE | AT | CH | UK | US | Anmerkungen |
| ---- | ------------------------------- | --- | --- | --- | --- | --- | ----------- |
| 1983 | Weihnachten mit Roger Whittaker | DE3 ×2Doppelplatin · (6 Wo.)DE | — | — | — | — |             |

Weitere Weihnachtsalben
- 1976: A Time for Peace Christmas Album
- 1978: The Roger Whittaker Christmas Album
- 1978: Festliche Weihnacht (DE: Gold)
- 1984: Tidings of Comfort and Joy (2 LPs)
- 1987: Christmas Is Here Again
- 1988: It’s Christmas
- 2003: Der weihnachtliche Liedermarkt – 12 brandneue Weihnachtslieder

## Singles
| Jahr | Titel Album                                                   | Höchstplatzierung, Gesamtwochen/‑monate, AuszeichnungChartplatzierungen (Jahr, Titel, Album, Platzierungen, Wochen/Monate, Auszeichnungen, Anmerkungen) | Höchstplatzierung, Gesamtwochen/‑monate, AuszeichnungChartplatzierungen (Jahr, Titel, Album, Platzierungen, Wochen/Monate, Auszeichnungen, Anmerkungen) | Höchstplatzierung, Gesamtwochen/‑monate, AuszeichnungChartplatzierungen (Jahr, Titel, Album, Platzierungen, Wochen/Monate, Auszeichnungen, Anmerkungen) | Höchstplatzierung, Gesamtwochen/‑monate, AuszeichnungChartplatzierungen (Jahr, Titel, Album, Platzierungen, Wochen/Monate, Auszeichnungen, Anmerkungen) | Höchstplatzierung, Gesamtwochen/‑monate, AuszeichnungChartplatzierungen (Jahr, Titel, Album, Platzierungen, Wochen/Monate, Auszeichnungen, Anmerkungen) | Anmerkungen                                               |
| Jahr | Titel Album                                                   | DE | AT | CH | UK | US | Anmerkungen                                               |
| ---- | ------------------------------------------------------------- | --- | --- | --- | --- | --- | --------------------------------------------------------- |
| 1969 | Durham Town (The Leavin’) New World in the Morning            | — | — | — | UK12 (18 Wo.)UK | — | Erstveröffentlichung: 3. Oktober 1969                     |
| 1970 | I Don’t Believe in If Anymore                                 | — | — | — | UK8 (18 Wo.)UK | — | Erstveröffentlichung: 26. März 1970                       |
| 1970 | New World in the Morning                                      | — | — | — | UK17 (14 Wo.)UK | — | Erstveröffentlichung: 25. September 1970                  |
| 1971 | Why Greatest Hits                                             | — | — | — | UK47 (1 Wo.)UK | — | Erstveröffentlichung: 5. Februar 1971                     |
| 1971 | Mammy Blue Loose and Fiery                                    | — | — | — | UK31 (10 Wo.)UK | — |                                                           |
| 1975 | The Last Farewell                                             | DE19 (13 Wo.)DE | AT19 (3 Mt.)AT | — | UK2 Silber · (14 Wo.)UK | US19 (15 Wo.)US | Erstveröffentlichung: 2. Mai 1975                         |
| 1976 | River Lady (A Little Goodbye) A Little Goodbye                | DE4 (26 Wo.)DE | AT16 (5 Mt.)AT | CH10 (10 Wo.)CH | — | — | Erstveröffentlichung: 13. Februar 1976                    |
| 1976 | Indian Lady Reflections of Love                               | DE43 (2 Wo.)DE | — | — | — | — | Erstveröffentlichung: 9. Juli 1976                        |
| 1981 | Albany Zum Weinen ist immer noch Zeit                         | DE3 (19 Wo.)DE | AT12 (½ Mt.)AT | CH6 (7 Wo.)CH | — | — | Erstveröffentlichung: Oktober 1981                        |
| 1982 | Wenn es dich noch gibt Typisch Roger Whittaker                | DE14 (23 Wo.)DE | AT5 (4½ Mt.)AT | — | — | — | Erstveröffentlichung: Dezember 1982                       |
| 1983 | Tanz heut Nacht mit mir Typisch Roger Whittaker               | DE45 (8 Wo.)DE | — | — | — | — | Erstveröffentlichung: Mai 1983                            |
| 1984 | Abschied ist ein scharfes Schwert Ein Glück, daß es dich gibt | DE9 (21 Wo.)DE | AT4 (3 Mt.)AT | CH23 (6 Wo.)CH | — | — | Erstveröffentlichung: Januar 1984                         |
| 1984 | Eloisa Ein Glück, daß es dich gibt                            | DE27 (25 Wo.)DE | — | — | — | — | Erstveröffentlichung: Juli 1984                           |
| 1985 | Leben mit dir Du gehörst zu mir                               | DE28 (17 Wo.)DE | AT27 (2 Mt.)AT | — | — | — | Erstveröffentlichung: Juli 1985                           |
| 1986 | Fernweh Du gehörst zu mir                                     | DE67 (4 Wo.)DE | — | — | — | — | Erstveröffentlichung: Februar 1986                        |
| 1986 | Ein bisschen Aroma Hits                                       | DE55 (7 Wo.)DE | — | — | — | — | Erstveröffentlichung: Juli 1986                           |
| 1986 | The Skye Boat Song                                            | — | — | — | UK10 (10 Wo.)UK | — | Erstveröffentlichung: 30. September 1986 mit Des O’Connor |
| 1992 | Du wirst alle Jahre schöner Stimme des Herzens                | DE58 (11 Wo.)DE | — | — | — | — | Erstveröffentlichung: August 1992                         |
| 2023 | Ein bisschen Aroma (Stereoact Remix) –                        | DE— aDE | — | — | — | — | Erstveröffentlichung: 19. Mai 2023 mit Stereoact          |

Weitere Singles
| - 1966: Mexican Whistler - 1967: If I Were a Rich Man - 1967: Handful of Dreams - 1967: Little Shepherd - 1968: Russian Whistler - 1970: Mon pays bleu - 1970: Was hat er dir denn getan - 1971: The Last Farewell - 1971: Both Sides Now - 1972: I Dreamed a Dream - 1972: Where Angels Tread (Änglamark) - 1973: Got to Head On Down the Road (mit Saffron) - 1974: Hello! Bonjour! Happy Day! - 1975: The First Hello, the Last Goodbye - 1975: Le dernier adieu - 1975: Du warst mein schönster Traum - 1975: Google Eyes - 1976: Don’t Fight - 1976: Summer Days - 1976: Guten Abend, gut’ Nacht - 1976: Das alte Schiff - 1977: From the People to the People - 1978: Love Lasts Forever - 1978: Calypso - 1978: Everybody Is Looking for an Answere - 1979: Call My Name - 1979: Family - 1979: Goodbye ist Goodbye - 1980: Tall Dark Stanger - 1980: Kinder der ganzen Welt - 1980: Oh Life - 1980: I Am but a Small Voice | - 1981: So Good, so Bad, so Soon - 1982: Summer Sunshine City (Ein Paradies am Meer) - 1982: Stranger on the Shore - 1982: Changes - 1983: I Love You Because - 1984: My Silver Eagle - 1985: Take a Little – Give a Little - 1985: Ich denk’ oft an Mary - 1986: The Genius of Love - 1987: Paradies - 1987: Laß mich bei dir sein - 1987: Shenandoah (mit Royal Philharmonic Orchestra) - 1987: Welcome Home - 1987: Tango mit dir - 1988: Aba Haidschi Bumbaidschi - 1988: Festliche Weihnacht - 1988: Du – du bist nicht allein - 1989: Bleib heut bei mir (mit Cindy Berger) - 1989: Where Good Love Goes - 1989: Das Lied von Aragon - 1990: Schön war die Zeit - 1990: Was ist dabei, wenn wir zwei uns lieben - 1990: 7 Jahre, 7 Meere - 1991: Drei Kleine Worte - 1991: But She Loves Me - 1991: Doch tanzen will ich nur mit dir allein - 1991: Sag’ ihr - 1992: Tauch hinab in die Nacht - 1995: Ein schöner Tag mit dir (mit Aylin) - 1996: Wir sind jung (Oh Maria) - 1996: A Perfect Day (mit Anny Schilder) - 1999: Shoot for the Moon (mit Lene Siel) |

## Statistik

### Chartauswertung
|                     | DE     | AT     | CH    | UK     | US    |
| ------------------- | ------ | ------ | ----- | ------ | ----- |
| Nummer-eins-Alben   | DE2DE  | AT—AT  | CH—CH | UK—UK  | US—US |
| Top-10-Alben        | DE9DE  | AT8AT  | CH—CH | UK1UK  | US—US |
| Alben in den Charts | DE38DE | AT21AT | CH3CH | UK15UK | US6US |

|                       | DE     | AT    | CH    | UK    | US    |
| --------------------- | ------ | ----- | ----- | ----- | ----- |
| Nummer-eins-Singles   | DE—DE  | AT—AT | CH—CH | UK—UK | US—US |
| Top-10-Singles        | DE3DE  | AT2AT | CH2CH | UK3UK | US—US |
| Singles in den Charts | DE12DE | AT6AT | CH3CH | UK7UK | US1US |

### Auszeichnungen für Musikverkäufe
| Goldene Schallplatte - Australien - 1982: für das Album Songs to Remember - Dänemark - 2001: für das Album From Roger With Love - Kanada - 1975: für das Album Travellin’ - 1978: für das Album Live in Canada - 1978: für das Album Imagine - 1986: für das Album Roger Whittaker Songs From the Heart - 1983: für das Album Celebration | Platin-Schallplatte - Kanada - 1977: für das Album All My Best - 1982: für das Album A Time for Peace - 1983: für das Album The Best of Roger Whittaker - 1988: für das Album Tidings Of Comfort and Joy - Neuseeland - 1979: für das Album Roger Whittaker Sings the Hits 5× Platin-Schallplatte - Kanada - 1992: für das Album Greatest Hits |

Anmerkung: Auszeichnungen in Ländern aus den Charttabellen bzw. Chartboxen sind in ebendiesen zu finden.
| Land/RegionAuszeichnungen für Musikverkäufe (Land/Region, Auszeichnungen, Verkäufe, Quellen) | Silber     | Gold       | Platin       | Verkäufe  | Quellen                   |
| -------------------------------------------------------------------------------------------- | ---------- | ---------- | ------------ | --------- | ------------------------- |
| Australien (ARIA)                                                                            | —          | Gold1      | —            | 20.000    | Einzelnachweise           |
| Dänemark (IFPI)                                                                              | —          | Gold1      | —            | 25.000    | ifpi.dk hitlisten.nu      |
| Deutschland (BVMI)                                                                           | —          | 10× Gold10 | 8× Platin8   | 6.100.000 | musikindustrie.de         |
| Kanada (MC)                                                                                  | —          | 5× Gold5   | 9× Platin9   | 1.150.000 | musiccanada.com           |
| Neuseeland (RMNZ)                                                                            | —          | —          | Platin1      | 20.000    | aotearoamusiccharts.co.nz |
| Österreich (IFPI)                                                                            | —          | 5× Gold5   | —            | 125.000   | ifpi.at                   |
| Vereinigte Staaten (RIAA)                                                                    | —          | 2× Gold2   | —            | 1.000.000 | riaa.com                  |
| Vereinigtes Königreich (BPI)                                                                 | 5× Silber5 | 7× Gold7   | —            | 1.190.000 | bpi.co.uk                 |
| Insgesamt                                                                                    | 5× Silber5 | 31× Gold31 | 18× Platin18 |           |                           |